# Santeria

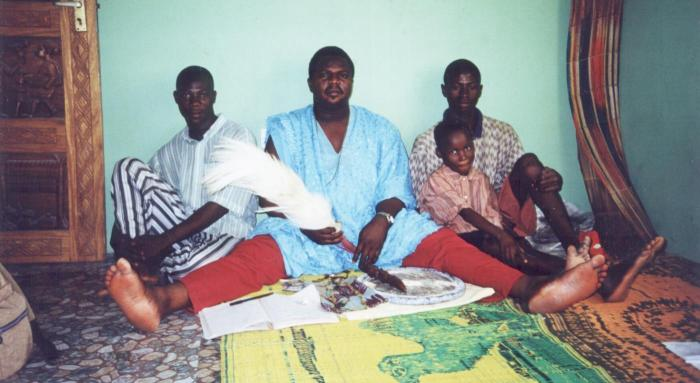
Kapłan Ify

Santería (inne nazwy: Lucumi, Lukumi lub Regla de Ocha) – synkretyczna afroamerykańska religia pochodzenia afrykańskiego, obecna głównie na Kubie, Haiti, Dominikanie czy Stanach Zjednoczonych. Wykształciła się w hiszpańskim imperium kolonialnym wśród potomków z zachodniej Afryki. Na Santerię duży wpływ miał Kościół łaciński, z którym synkretyzuje się wyznawane Orisze. Świętym językiem religii jest lucumi, miks języków z Joruby.

## Pochodzenie i charakterystyka
Santeria wywodzi się z wierzeń tradycji Jorubów, którzy pojawili się na Karaibach jako niewolnicy. Zwykle byli przymusowo chrzczeni, zgodnie z wiarą chrześcijańską (w tym także rzymskokatolicką), z polecenia swych właścicieli, zakazywano im wyznawania dotychczasowej, plemiennej religii.

Ten mechanizm, który do tej pory ułatwiał religii chrześcijańskiej (w tym również katolickiej) ekspansję, tym razem zadziałał w sposób nieoczekiwany. Misjonarze katoliccy bowiem starali się na ogół „wkomponować” wierzenia, jakie zastali, w nurt doktryny chrześcijańskiej. Atrybuty i zadania plemiennych bóstw przypisywano katolickim świętym, pozostałości zaś kultów matriarchalnych (Bogini Matka, Wielka Bogini, bogini niebios i in.) zastępowano kultem maryjnym. Wyznawcy tradycyjnej religii ukrywali swoje prawdziwe wyznanie za wizerunkami katolickich świętych, budując im ołtarze, które w rzeczywistości honorowały orisze.

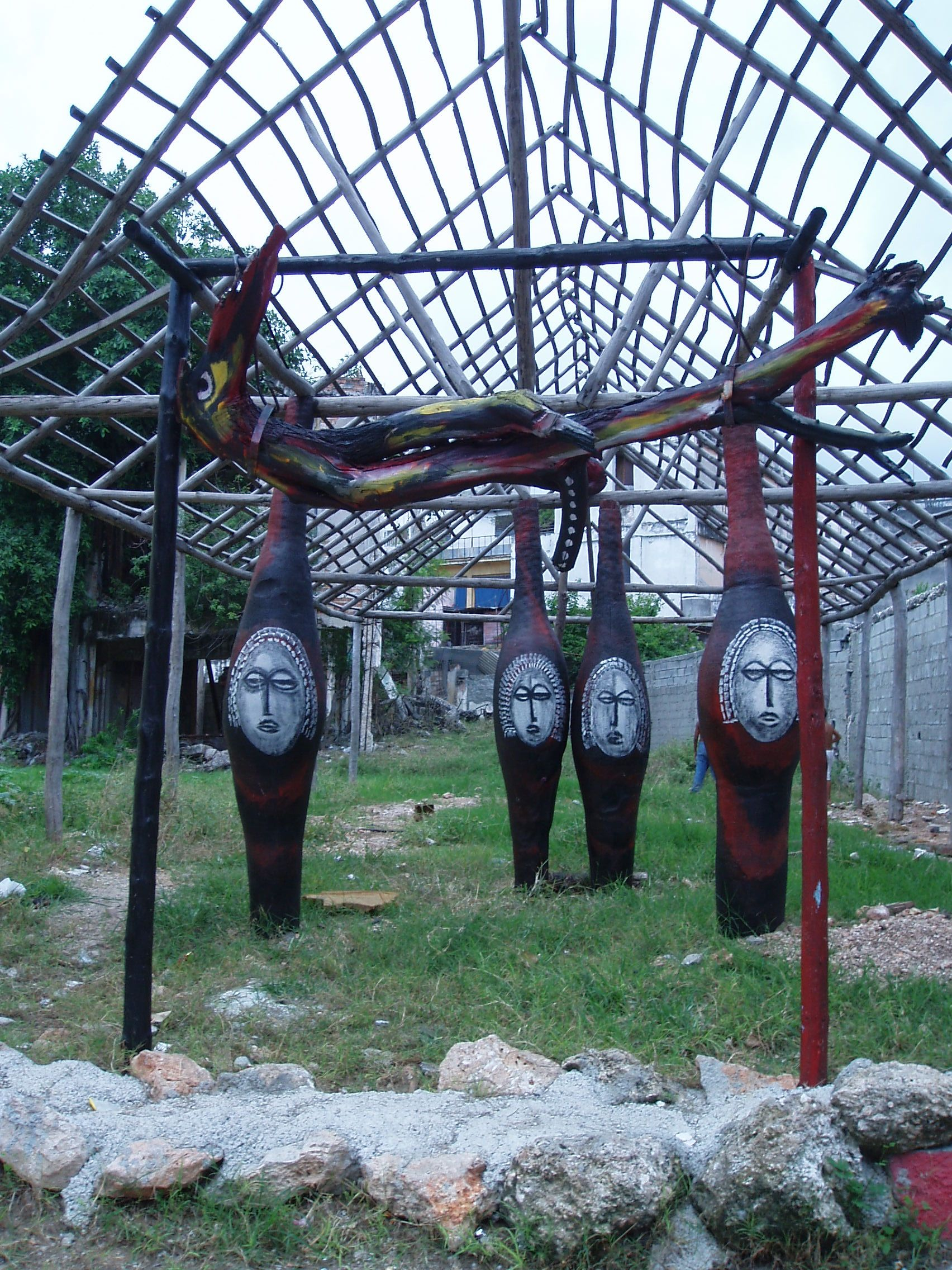
Miejsce kultu Santerii w Hawanie

### Główne bóstwa (wierzenia ludu Joruba)
- Babalu Aye – orisza zdrowia i chorób mających swoje podłoże w krwi, utożsamiany z św. Łazarzem
- Eleggua – opiekun dróg, podróżnych oraz domostw; w obrzędach Santerii to jemu składa się najpierw hołd, jako że rezyduje u „drzwi kosmicznych”. Wraz z Ogunem, Osainem oraz Osunem stanowi ochronę domu oraz zainicjowanego Santero. Jego wizerunki to cementowa głowa, której usta, oczy, nos oraz uszy wykonane są z porcelanek. Głowa ta często stoi przed drzwiami. Eleggua utożsamiany jest ze św. Antonim z Padwy.
- Obatala – orisza zwana Panem Bieli, ponieważ jego pałac oraz ubrania są zawsze białe. Kiedy nie wszystkie bóstwa mogą być zainicjowane u człowieka, Obatala już rezyduje w człowieku poprzez kości, które są w jego ulubionym kolorze. Jego „dzieci” zawsze noszą białe stroje oraz białe korale. Pod jego ochroną są albinosy (ludzie i zwierzęta), które utożsamiono zarówno z Maryją (czczono jej wizerunek z Las Mercedes), jak i ze zmartwychwstałym Jezusem.
- Ogun (lub Oggzn, Oguzn) – orisza wojny, metalu, sprawiedliwości oraz pracy. Został utożsamiony z św. Piotrem.
- Oshun –  żeńska orisza seksualności i obfitości; patronka Kuby. Jej kolory to żółty i złoty, a ulubiony kamień to bursztyn. Kocha wszystko, co piękne. Córka Yemayi. Utożsamiono ją z Maryją, ale tym razem z „Najświętszą Panienką Dobroczynności”.
- Szango – orisza błyskawic, ognia, oraz sprawiedliwości. Według legend jego żoną jest Oya (wcześniej była nią Obba). Zastąpiono go św. Barbarą.
- Yeggua – zwiastun śmierci, czczony jako św. Erazmus.
- Oyá – orisza wiatrów, zmian w życiu, a także miejsc wiecznego odpoczywania. Żona Chango. Czczona jako św. Anna z Efezu/św. Klara.
- Ochosi – myśliwy, patron oskarżonych oraz szukających sprawiedliwości (św. Cecylia).
- Orunla – najważniejsza obok Olodumare orisza, której energia była świadkiem narodzin Uniwersum i kosmosu. W jego posiadaniu jest legendarna tablica Ifa, dzięki której potrafi zajrzeć w przyszłość, tym samym zna los i przeznaczenie każdego człowieka na Ziemi. Odmiana Santerii, zwana Regla de Ifa, składa się tylko z reinkarnacji Oruli (Orunmili) na ziemi, czyli osób, które zostały wybrane przez jego energię i które mogą zostać wyświęcone na kapłana Ify, czyli babalawo - ojca tajemnic. Bardzo skryta odmiana Santerii. Dla samego Oruli przyjęto dla niego imię św. Franciszka.
- Allunga – jedno z wcieleń Obatali, wojownika na koniu. Czczony jako św. Łukasz.
- Osain – orisza leczenia, roślin oraz magii. Czczony jako św. Cyryl.
- Ibeji – bliźniacze orisze zajmujące się dziećmi. Uwielbiają taniec i wszelkie słodkie rzeczy, utożsamiane są ze świętymi Kosmą i Damianem.
- Yemaya – orisza i energia oceanów; jest patronką kobiet chcących zajść w ciążę oraz kobiet oczekujących potomstwa. Jest kochającą matką, która zawsze wysłuchuje szukających pomocy, jednak rozgniewana może być trudna do przebłagania. Znana z tego, że gdy któreś z jej dzieci cierpi, w akcie desperacji i chęci pomocy, omamia je, wciągając do wody, i zabiera je do swego pałacu, który jest na dnie oceanów. Utożsamiana z Matką Boską Reglaną.

Bóg jorubskiego panteonu, Olorun, został utożsamiony z katolickim Bogiem Ojcem. Jorubowie zaakceptowali katolickie wizerunki świętych czy Maryi, podstawili jedynie pod nie swoje orisze i w istocie to nadal im oddawali cześć. W późniejszym okresie wyznawcami religii stali się członkowie innych ludów z grupy Bantu, osoby pochodzenia gwinejskiego lub senegalskiego.

### Rytuały
Oprócz uczestnictwa w katolickich ceremoniach, istnieją w santerii także inne rytuały. Wiadomości o nich są skąpe, gdyż wyznawcy strzegą dość starannie swoich tajemnic. Wiadomo jednak, że obejmują one praktyki powiązane z szamanizmem (tańce do rytmicznej muzyki mające ułatwić osiągnięcie ekstazy religijnej i kontakt z duchami przodków, opętania); składa się także ofiary z owoców, jedzenia, lub zwierząt. Kapłan lub kapłanka Santerii nazywani są Santero bądź Santera, czyli „ta/ten, który/a tworzy świętych”.
Występują dość znaczne różnice zarówno w wierzeniach, jak i obrzędowości między różnymi grupami wyznawców, np. odmiana santerii występująca na Kubie jest bardziej zbliżona do pierwotnych wierzeń, z kolei meksykańska najbardziej „skatolicyzowana”.

### Liczebność wyznawców
Religia santeria nigdy nie została zniszczona ani zmarginalizowana. Dane o liczbie wyznawców są sporne, gdyż Santeria nie dąży nigdzie do rejestracji wyznania jako związku wyznaniowego, a wyznawcy tej religii ujmowani są w statystykach jako katolicy. Operuje się liczbami od kilkuset tysięcy (to jednak wydaje się być mocno zaniżonym szacunkiem) do ok. 10 milionów. Zarejestrowani wyznawcy w Stanach Zjednoczonych to jedynie 22 tysiące. Rozmieszczenie wyznawców jest nieregularne, większe skupiska znajdują się na Kubie, w USA wśród imigrantów na Florydzie i w Kalifornii, a także w Meksyku, na wyspach karaibskich oraz w Ameryce Południowej. W Europie stanowią niewielki odsetek wśród imigrantów we Francji i Holandii.

### Santeria w kulturze masowej
Elementy tradycyjnych rytmów Jorubów przedostały się też na komercyjne rynki muzyczne, ciesząc się sporą popularnością w USA, zaczynają też zdobywać rynki krajów „starej UE”. Inny komercyjny aspekt religii to sklepy, w tym internetowe, oferujące akcesoria związane z magią Jorubów oraz zioła używane w medycynie ludowej tego plemienia.